# Double Fine Productions
Double Fine Productions, Inc. é uma desenvolvedora americana de jogos eletrônicos do Xbox Game Studios com sede em San Francisco, Califórnia. Fundada em julho de 2000 por Tim Schafer pouco depois de sua partida da LucasArts, a Double Fine lançou dois jogos Psychonauts e Brütal Legend – superou as expectativas dos editores, apesar dos elogios da crítica. O futuro da empresa foi assegurado quando Schafer recorreu a vários protótipos internos construídos durante um período de duas semanas período conhecido como "Amnesia Quinzena" para expandir como títulos menores, todos os quais foram licenciados por editoras e tiveram sucesso comercial. Desde então, Schafer repetiu essas Quinzenas de Amnésia, usando a mecânica de votação dos fãs, para ajudar a selecionar e criar títulos menores. A Double Fine também é creditada por impulsionar o interesse em crowdfunding em videogames, tendo conseguido arrecadar mais de 3 Milhões de dólares para o desenvolvimento de Broken Age, na época um dos maiores projetos financiados pelo Kickstarter, e mais de US$ 3 milhões para o desenvolvimento de Psychonauts 2.
A empresa continuou a desenvolver seu status de desenvolvedor independente e promoveu esforços para ajudar outros desenvolvedores independentes menores por meio de sua influência, inclusive tornando-se um editora de videogames para esses títulos. A Double Fine também conseguiu adquirir os direitos para remasterizar alguns dos jogos de aventura anteriores da LucasArts, incluindo Grim Fandango, Day of the Tentacle, e Full Throttle. O site da Double Fine também hospeda sete webcomics, que são criados por membros da equipe de arte da Double Fine e são coletivamente chamados de Double Fine Comics. Microsoft comprou o estúdio em junho de 2019.

## História
A Double Fine foi fundada pelo ex-desenvolvedor da LucasArts Tim Schafer, junto com alguns colegas da LucasArts, em julho de 2000. Nos anos anteriores, a LucasArts começou a mudar o desenvolvimento de jogos de aventura para jogos mais voltados para a ação, como parte da tendência geral na indústria de jogos. Schafer, que havia acabado de produzir o jogo de aventura Grim Fandango, um título recebido com elogios da crítica, mas foi uma decepção comercial, viu outros deixando a LucasArts e não tinha certeza de sua própria posição ali. Ele foi abordado por colegas sugerindo que eles abrissem seu próprio estúdio para desenvolver seus próprios títulos. Schafer deixou a LucasArts em janeiro de 2000, co-fundando a Double Fine no final daquele ano.
Schafer iniciou a Double Fine com os programadores David Dixon e Jonathan Menzies no que antes era no tamanho de San Francisco. Depois de vários meses trabalhando na demo para o que se tornaria Psychonauts, uma mistura de pessoal da equipe de desenvolvimento do Grim Fandango e outros novos funcionários foram adicionados lentamente para iniciar a produção.
Após a implementação das Quinzenas da Amnésia em 2011 como forma de encontrar novos títulos para publicar, a empresa divide-se em várias equipas com cerca de 15 pessoas cada. Cada equipe tem a capacidade de desenvolver um pequeno jogo por conta própria, mas para títulos maiores, como Psychonauts 2, a empresa mescla temporariamente duas ou mais dessas equipes e com a opção de desfazer a fusão das equipes assim que o projeto for concluído.
A empresa permanece situada em San Francisco. O nome "Double Fine" é uma brincadeira com uma placa na Ponte Golden Gate que costumava exibir "zona de multa dupla" para alertar os motoristas de que as multas naquele trecho da estrada eram o dobro das taxas normais. O logotipo e mascote da Double Fine é chamado de Bebê de Duas Cabeças, frequentemente abreviado como 2HB, uma abreviação também usada para Moai, um ambiente de desenvolvimento integrado.
Em 9 de junho de 2019, durante a conferência de imprensa da Microsoft na E3 2019, foi anunciado que a Double Fine havia sido adquirida pela empresa e se tornaria parte da Xbox Game Studios. De acordo com Schafer, por meio da aquisição, a Double Fine poderá manter sua natureza independente, mas não terá que lutar para encontrar editoras para seus jogos, um problema que teve nela. Schafer falou do Xbox Game Pass da Microsoft, um serviço de assinatura de jogos para usuários do Microsoft Windows e Xbox, como um aspecto favorável da aquisição. Schafer sentiu que muitos dos jogos da Double Fine, particularmente Psychonauts e sua sequência, não têm uma estética pela qual as pessoas necessariamente pagariam o preço total, mas a abordagem de assinatura do Game Pass reduz essa barreira e potencialmente fará com que mais pessoas experimentem o jogo. Assim, Schafer sentiu que ser adquirido pela Microsoft permitiria ao estúdio continuar desenvolvendo jogos experimentais e permitiria maior exposição desses projetos. Um mês antes do lançamento de Psychonauts 2, em julho de 2021, Schafer afirmou que estava feliz com a forma como a Microsoft lidou com Double Fine; ele chamou a aquisição de uma "integração limitada" com a Double Fine mantendo todo o controle sobre os elementos criativos, deixando as questões financeiras para a Microsoft administrar, e deixou o estúdio capaz de concentrar suas habilidades criativas na finalização do jogo sem sentir qualquer crise orçamentária.

## Projetos
O primeiro projeto concluído de Double Fine foi Psychonauts, e um jogo multi-plataforma tendo Raz (em homenagem ao animador de Double Fine Razmig Mavlian) como protagonista do jogo, um menino psiquicamente dotado que invade um acampamento de verão para crianças psíquicas para tentar se tornar parte de um grupo de elite de heróis psíquicos chamados Psiconautas. Elogiado pela crítica, foi lançado para Microsoft Windows, PlayStation 2 e Xbox. Apesar de sua aclamação, no entanto, não vendeu bem inicialmente.
O segundo projeto da Double Fine foi Brütal Legend, um jogo híbrido de estratégia em tempo real, jogo de ação e aventura seguindo um roadie de heavy metal chamado Eddie Riggs, cujo nome é derivado de ambos Eddie the Head, o mascote do Iron Maiden, e Derek Riggs, o artista que criou o mascote. A história segue Eddie enquanto ele é transportado para um mundo de fantasia no qual demônios escravizaram a humanidade. Tim Schafer creditou a inspiração para o jogo à tradição, temas de fantasia e mitologia nórdica épica da música heavy metal encontrada tanto no conteúdo lírico quanto na arte do álbum. Brütal Legend foi publicado pela Electronic Arts e foi lançado na América do Norte em 13 de outubro de 2009 para PlayStation 3 e Xbox 360 e posteriormente para Microsoft Windows.
Durante o desenvolvimento de Brütal Legend, surgiu um problema de publicação. A Activision, tendo adquirido os direitos do título por meio de sua fusão com a Vivendi Games, decidiu abandoná-lo e forçou Schafer a localizar outra editora. Durante este período, aproximadamente em 2007, Schafer tentou elevar o moral da empresa envolvendo a equipe em uma "Quinzena da Amnésia". Por um período de duas semanas, os funcionários foram divididos em quatro grupos, instruídos a esquecer seu trabalho atual em Brütal Legend (daí a "Amnésia") e encarregados de desenvolver um protótipo de jogo para revisão pelos outros grupos. As quatro ideias foram transformadas com sucesso em protótipos jogáveis. Os quatro protótipos produzidos foram Custodians Of The Clock, Happy Song, Love Puzzle e Tiny Personal Ninja.
O processo foi repetido mais tarde perto do final de Brütal Legend, fornecendo dois protótipos adicionais. Os protótipos produzidos foram Costume Quest e Stacking.
Schafer credita o conceito das Quinzenas de Amnésia ao diretor de cinema Wong Kar-Wai. Durante os longos três anos de filmagem de Ashes of Time, Wong levou alguns de seus atores e equipe de filmagem para Hong Kong para filmar por diversão, resultando nos filmes Chungking Express e Anjos Caídos. Schafer observou que esses foram alguns dos filmes mais famosos do diretor. Schafer acabou assinando um contrato de publicação com a Electronic Arts para Brütal Legend.
Esses períodos da Quinzena da Amnésia se mostraram fortuitos, pois Schafer considera que eles mantiveram a empresa viável. Após a conclusão de Brütal Legend, Double Fine começou a trabalhar em sua sequência, mas foi instruído a interromper o desenvolvimento logo depois, pois a Electronic Arts decidiu não publicá-lo. Sem outros acordos de publicação alinhados na época, Schafer voltou às oito ideias de jogos desenvolvidas na Amnesia Quinzena, acreditando que poderiam ser desenvolvidas em jogos curtos e completos. Schafer também olhou para o sucesso de jogos focados menores como Geometry Wars nos vários serviços de download, percebendo o mercado potencial para títulos semelhantes. Schafer e sua equipe selecionaram os quatro melhores e começaram a comprar os jogos para vários editores e trabalharam com sucesso na publicação de detalhes com eles. Dois desses jogos, Costume Quest e Stacking, foram adquiridos pela THQ e lançados digitalmente nas lojas Xbox Live e PlayStation Network. Ambos os jogos foram considerados bem-sucedidos e a THQ expressou interesse em ajudar a Double Fine a produzir títulos semelhantes. Iron Brigade foi prototipado entre 2008 e 2009 como Custodians Of The Clock, e foi originalmente lançado como Trenched antes de o título ser alterado devido a problemas de marca registrada. Foi desenvolvido como um jogoXbox Live Arcade em associação com Microsoft Game Studios e recebeu elogios positivos de jornalistas. Um quarto jogo, Sesame Street: Once Upon a Monster, expandido do protótipo Happy Song, foi publicado pela Warner Bros. Interactive Entertainment em associação com o Sesame Workshop para o Xbox 360 usando o controlador Kinect. Embora inicialmente não fosse um título licenciado, Schafer e sua equipe o consideraram ideal para seu primeiro jogo de propriedade licenciada. As quatro ideias não utilizadas podem ser usadas para um jogo no futuro, de acordo com Schafer, mas acredita que algumas delas podem não ser vendidas para um editor.
Os grupos de desenvolvimento para esses jogos foram liderados pelos ex-líderes de Brütal Legend: animador principal Tasha Harris para Costume Quest, diretor de arte Lee Petty para Stacking, designer principal Brad Muir para Iron Brigade e líder programador Nathan Martz para Once Upon a Monster. Isso não era apenas para colocar essas equipes sob o comando de pessoas que já estavam no setor há muito tempo, mas também como um meio de ajudar a promover esses leads. A equipe restante foi dividida entre as quatro equipes, com algumas trocas posteriores para garantir que cada equipe tenha os recursos apropriados quando necessário, como artistas e programadores. A Double Fine não precisou demitir nenhum funcionário durante esse período, e, em vez disso, foram capazes de contratar Ron Gilbert, ex-colaborador de Schafer na LucasArts, para trabalhar nos novos títulos, bem como em um futuro título que Gilbert imaginou. Schafer afirmou que embora provavelmente pudessem fazer outro grande jogo semelhante a Psychonauts ou Brütal Legend, eles provavelmente manteriam as equipes menores para continuar trabalhando nesses títulos menores, devido à experiência adquirida compartilhada pela empresa.
Em 2011, o processo de prototipagem foi repetido na última quinzena de amnésia privada de Double Fine. Os protótipos produzidos durante este período foram Middle Manager Of Justice, um jogo de simulação de super-heróis, Whispering Rock Psychic Summer Camp, um jogo de construção de acampamento baseado em Psychonauts, e Brazen, um jogo cooperativo online para quatro jogadores no estilo Monster Hunter.

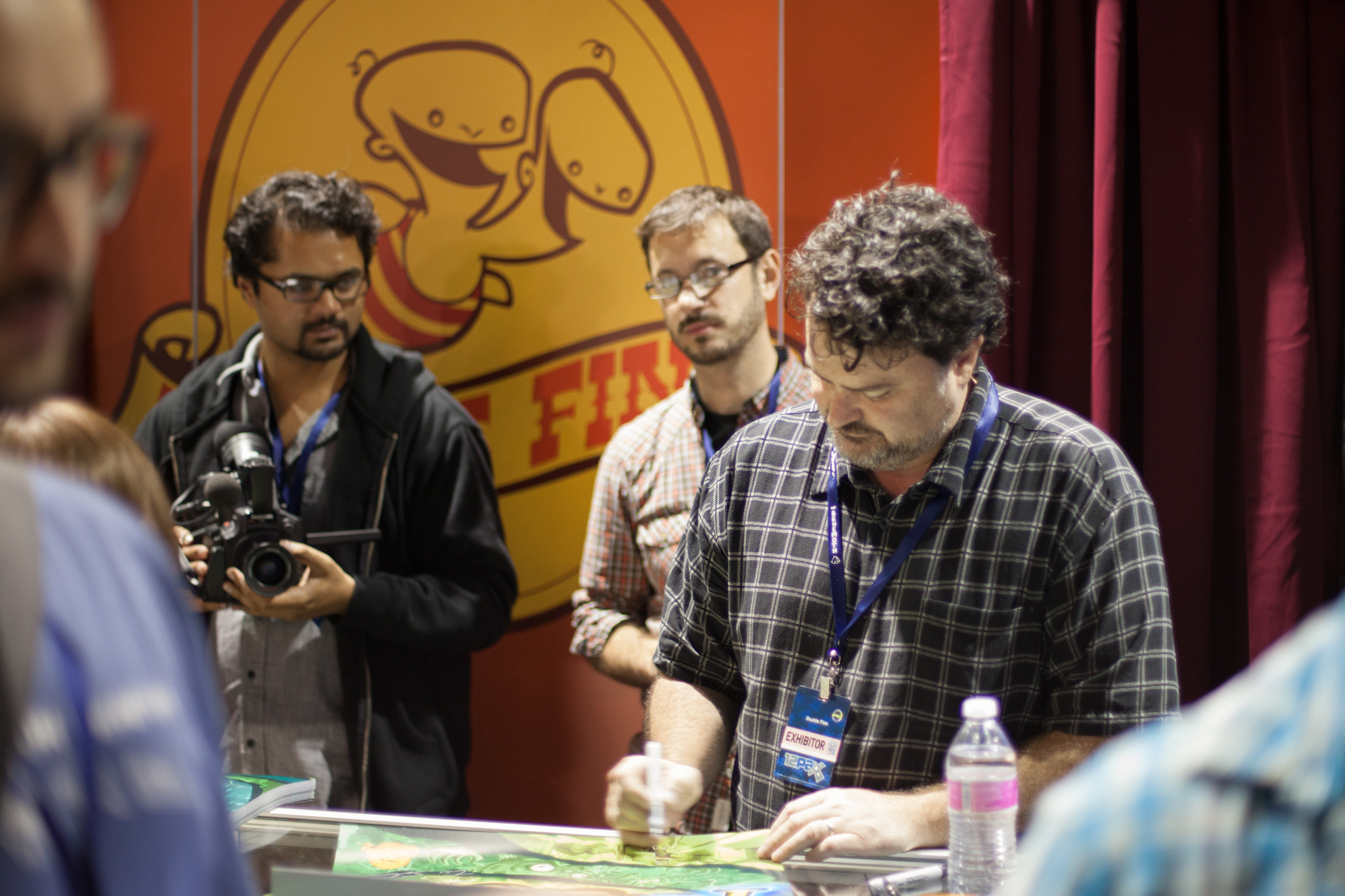
Tim Schafer e Drew Skillman com 2 Player Productions' Asif Siddiky em PAX Prime 2012

Em novembro de 2012, Double Fine, junto com Humble Bundle, anunciou Amnesia Quinzena 2012, uma campanha de caridade baseada na Amnesia Quinzena anterior. Durante este, aqueles que pagaram no mínimo 1 dólar teve a oportunidade de votar em 23 ideias conceituais. Após a conclusão do período de votação, a Double Fine desenvolveu as cinco ideias mais votadas em protótipos de jogos que estavam disponíveis para aqueles que compraram o pacote. Os protótipos foram (por ordem de mais votos): Hack 'n' Slash, uma ação-aventura inspirada em The Legend of Zelda, onde os jogadores precisam hackear para resolver quebra-cabeças, liderados por programador Brandon Dillon, Spacebase DF-9, um jogo sim ambientado no espaço, liderado pelo designer-programador JP LeBreton, The White Birch, um jogo de plataforma ambiente (inspirado em Ico e Journey), liderado pelo diretor de arte Andy Wood, Autonomous, um jogo de robô retro-futurista sandbox, liderado pelo diretor de arte Lee Petty, e Black Lake, um jogo de exploração de conto de fadas liderado pelo artista sênior Levi Ryken. Além disso, o comprador recebeu os protótipos iniciais de Costume Quest, Happy Song (que se tornaria Once Upon a Monster) e Brazen, um estilo Monster Hunter quatro -player online co-op homenagem a Ray Harryhausen, que foi liderado por Brad Muir, que também foi líder de projeto de Iron Brigade. O desenvolvimento dos protótipos foi documentado pela 2 Player Productions.
O Indie Fund anunciou na Electronic Entertainment Expo 2013 que forneceu financiamento para dois títulos da Double Fine. O primeiro jogo criado com o apoio do Indie Fund foi revelado em 15 de outubro de 2013 como o Spacebase DF-9, uma versão comercial desenvolvida de um dos protótipos da Amnesia Fortnight 2012. O jogo foi lançado como uma versão alfa no Steam Early Access e foi desenvolvido com o feedback do usuário recebido durante o período de lançamento do Early Access. Infelizmente, o desenvolvimento foi cancelado na versão "Alpha 6e" com o próximo patch lançado como o jogo finalizado. Esta versão incluiu o código-fonte que foi lançado para a comunidade. Em grande parte devido à reação do fim abrupto do desenvolvimento, o Spacebase DF-9 tem mais análises negativas de usuários na loja Steam do que positivas. O outro jogo parcialmente financiado com o apoio do Indie Fund foi revelado em 10 de dezembro de 2013 como Hack 'n' Slash, outra versão comercial completa de um protótipo Amnesia Fortnight 2012. Hack 'n' Slash foi lançado através do Steam Early Access no primeiro semestre de 2014.
Um protótipo adicional do Amnesia Quinzena de 2012, Autonomous, foi lançado como um lançamento gratuito completo expandido para o controlador Leap Motion em 18 de novembro de 2013.
Em fevereiro de 2014, Double Fine e o grupo Humble Bundle iniciaram outra campanha de caridade intitulada Amnesia Quinzena 2014. Durante esta campanha, aqueles que pagaram um valor mínimo de 1 dólar tiveram a oportunidade de votar em 29 ideias conceituais. Além disso, aqueles que pagaram mais do que a média poderão votar em uma ideia conceitual para um protótipo liderado por Pendleton Ward, o criador de Adventure Time. Após a conclusão do período de votação, a Double Fine desenvolveu as ideias mais votadas em protótipos de jogos que estavam disponíveis para aqueles que compraram o pacote. Assim como na Quinzena de Amnésia 2012, a 2 Player Productions filmou a produção do protótipo, que ficou disponível para quem comprou o bundle, bem como em Blu-ray, junto com os protótipos em DVD, para quem pagou um valor mínimo de 35 dólares. Os quatro arremessos que foram transformados em protótipos para Amnesia Fortnight 2014 foram Dear Leader, um jogo de narrativa emergente liderado por Anna Kipnis, Little Pink Best Buds, um jogo sobre criaturinhas cor-de-rosa que querem ser seus amigos  liderado por Pendleton Ward, Mnemonic, uma aventura noir surreal em primeira pessoa liderada por Derek Brand, e Steed, um jogo ambientado em uma terra de contos de fadas cheia de heróis ineptos liderados por John Bernhelm. Uma ideia, Bad Golf 2, não foi selecionada como protótipo, mas um grupo de fãs de Double Fine começou a trabalhar no desenvolvimento do título, com a bênção de seu criador, Patrick Hackett e permissão de Double Fine.
Em abril de 2017, uma terceira Amnesia Fortnight pública de caridade foi realizada em conjunto por Double Fine e Humble Bundle. Para Amnesia Quinzena 2017, dois protótipos foram escolhidos entre os 25 vídeos protótipos por meio dos votos do público. Estes eram Os Deuses Devem Estar Com Fome e O Jantar de Darwin. Um protótipo de jogo multijogador de realidade virtual, Não tenho ideia do que estou fazendo, foi escolhido por Tim Schafer. Outro, o jogo competitivo para quatro jogadores, Kiln, foi escolhido pelos membros da equipe Double Fine que estavam trabalhando em Amnesia Quinzena. Isso foi feito para dar à equipe um pouco de controle, em vez de ter todas as escolhas como resultado da votação online. Além disso, três apresentações de fãs para protótipos foram incluídas na Amnesia Quinzena de 2017. Todas as três apresentações de fãs, Pongball, The Lost Dev Team e Amnesia Adventure, foram desenvolvidas em protótipos. A primeira escolha, Pongball, foi incluída nos downloads do protótipo Amnesia Quinzena 2017, e os fãs foram orientados pelos desenvolvedores do Double Fine.

### Financiamento Dracogen
A Double Fine recebeu investimento financeiro da empresa de investimentos de Steven Dengler, Dracogen. O investimento começou como resultado de uma conversa no Twitter entre Dengler e Schafer em março de 2011, onde Schafer comentou que o custo de trazer os jogos da Double Fine para computadores pessoais seria alto. Dengler pediu a Schafer um valor monetário, embora na época Schafer acreditasse que Dengler estava brincando e ofereceu um valor de cerca de US$ 300.000. À medida que conversas mais formais se seguiram, no entanto, a empresa trabalhou com Dengler para definir um valor, assinando um acordo inicial para trazer Psychonauts para o macOS e trazer Costume Quest e Stacking para Microsoft Windows.
Após este acordo inicial, um acordo subsequente foi feito com a Dracogen para três jogos móveis iOS, o primeiro dos quais é Middle Manager of Justice. O jogo em si é baseado em outra ideia do Amnesia Quinzenas, um jogo de simulação com elementos RPG que envolve gerenciar equipes de super-heróis e depois lutar como esses heróis em batalhas. Os filhos de Dengler ajudaram a fornecer alguns dos desenhos de super-heróis para o jogo. Middle Manager of Justice foi lançado para iOS em dezembro de 2012, e a versão Android foi lançada em 14 de agosto de 2013.
Dropchord, um rhythm puzzle game baseado em movimento para macOS, Microsoft Windows, iOS e Android, também foi financiado pela Dracogen. Foi um título de lançamento para a loja de aplicativos Leap Motion Airspace quando o controlador Leap Motion foi lançado em 22 de julho de 2013.
A partir de 2012, Dengler investiu cerca de um milhão de dólares na Double Fine, que Schafer disse ter "compensado para ambos os lados". Schafer disse que o financiamento de Dengler permitiu que a empresa realizasse a capacidade de autopublicação e acredita que eles seriam capazes de auto publicar um título triplo A com a assistência financeira da Dracogen.

### Financiamento colaborativo
Em fevereiro de 2012, a Double Fine e a 2 Player Productions anunciaram um crowdfunding campanha através da Kickstarter, inicialmente codinome Double Fine Adventure. O objetivo era criar um novo jogo de aventura com arte do artista interno da Double Fine Nathan Staple. O esforço do Kickstarter foi iniciado porque o gênero de aventura foi percebido como nicho e comercialmente arriscado. O projeto visava coletar US$ 300,000 para o desenvolvimento do jogo e US$ 100,000 para a filmagem do desenvolvimento do jogo por 2 jogadores a ser lançada junto com o jogo. O projeto atingiu seu US$ 400,000 meta de financiamento em menos de nove horas da viagem de um mês. Em 24 horas, a Double Fine Adventure arrecadou mais de um milhão de dólares, tornando-se o projeto mais financiado e apoiado de todos os tempos no Kickstarter até ser superado pelo Pebble watch em Abril de 2012. O jogo foi desenvolvido com Moai e foi lançado em duas partes, Ato 1 no início de 2014 e Ato 2 em abril de 2015. O jogo acabou sendo chamado de Broken Age.
Em 30 de maio de 2013, a Double Fine iniciou sua segunda campanha de crowdfunding por meio do Kickstarter. O jogo, Massive Chalice, é um videogame estratégia para Microsoft Windows, macOS e Linux dirigido por Brad Muir.

### Projetos adicionais por meio de editores
Embora a Double Fine tenha obtido sucesso por meio do crowdfunding, a empresa não renunciou ao trabalho com editoras. O sucesso do crowdfunding, no entanto, concedeu a eles independência suficiente para serem mais seletivos sobre os editores com os quais trabalham e os tipos de acordos editoriais que estão dispostos a aceitar. Conversando com o site de notícias de jogos Polygon, Schafer explicou: "Mudamos nosso relacionamento com os editores. Eles costumavam ser nossa única fonte de renda. Agora que publicamos por conta própria, podemos escolher quem trabalhamos e trabalhamos com editoras que têm objetivos semelhantes aos nossos... [quem] têm o mesmo tipo de missão e acreditam nas mesmas coisas em que acreditamos."
Em fevereiro de 2012, o videogame casual, Double Fine Happy Action Theatre, foi publicado para o Xbox 360 Kinect por meio do Xbox Live Arcade da Microsoft Game Studios. O título é menos um jogo e mais um brinquedo interativo, no qual o Kinect é usado para criar um vídeo aumentado na tela dos jogadores, colocando os jogadores em cenários como caminhar na lava ou jogar em uma piscina de bolinhas gigante. Happy Action Theatre foi o primeiro jogo dirigido por Tim Schafer desde Brütal Legend em 2009, e surgiu durante Era uma vez um monstro, descobrindo que sua filha tinha dificuldade com a precisão do Kinect e pretendia fazer um jogo que exigisse muito menos precisão, mas ainda era agradável. Sua sequência, Kinect Party, apresentando ainda mais cenários de realidade aumentada, foi publicada pela Microsoft Game Studios em dezembro de 2012.
Em 22 de fevereiro de 2012, a Double Fine registrou uma marca para o nome "The Cave", posteriormente confirmando que isso não estava relacionado ao projeto Double Fine Adventure. In May 2012, it was revealed that The Cave was the title of an aventura e jogo de plataforma desenvolvido por Ron Gilbert durante seu mandato na Double Fine. Foi publicado pela Sega em janeiro de 2013. Gilbert posteriormente deixou a empresa em termos amigáveis para buscar outras oportunidades de desenvolvimento de jogos.
No PAX Prime 2013, foi revelado que Double Fine tinha um jogo em desenvolvimento que seria lançado como conteúdo para download gratuito para The Playroom, o minijogo de realidade aumentada compilação que utiliza a PlayStation Camera no PlayStation 4. Intitulado My Alien Buddy, ele se baseou em sua experiência em realidade aumentada que eles ganharam ao fazer Double Fine Happy Action Theatre e Kinect Party para Microsoft. O amigo alienígena é um brinquedo deformável com o qual o jogador pode interagir. My Alien Buddy foi lançado em 24 de dezembro de 2013.
Em 21 de novembro de 2014, a Double Fine anunciou que, devido ao fracasso de um contrato de publicação, foi forçada a cancelar um projeto não anunciado e dispensar 12 funcionários.
Como parte de um acordo com a Nordic Games, que ganhou os direitos de publicação de Costume Quest e Stacking e os direitos de distribuição para Psychonauts da aquisição da THQ após sua falência, a Double Fine assumiu todos os direitos de publicação, enquanto a Nordic Games manteve e reiniciou a distribuição de cópias de varejo de todos os três títulos para Microsoft Windows e macOS no início de 2014.

### Double Fine Presents
A Double Fine anunciou em março de 2014 que começaria a publicar indie games sob o apelido de Double Fine Presents. Usando esse programa, a Double Fine disponibiliza seus recursos e escritórios de publicação para outros desenvolvedores independentes para ajudá-los a concluir seu trabalho financiando, publicando e promovendo-o. A ideia surgiu durante a Amnesia Quinzena 2014, onde desenvolvedores independentes locais de San Francisco trabalharam ao lado de Double Fine em seus estúdios durante o período de duas semanas, com a intenção de ajudar a dar-lhes exposição através do processo de produção como era. filmado por 2 Player Productions. A ideia de Double Fine fornecer mais assistência de longo prazo a esses indies surgiu durante este evento, formando a base para este programa. De acordo com o COO da Double Fine, Justin Bailey, o objetivo dessa abordagem é "ajudar os indies a construir sua própria comunidade e capacitálos com o conhecimento e as ferramentas de que precisam para ter sucesso por conta própria", fornecendo assistência "personalizada para o que os indies precisam, sem também criando uma certa codependência" que outros meios de publicação exigem.
O primeiro jogo criado dessa maneira é Escape Goat 2, a sequência de Escape Goat, de Magical Time Bean. Isso incluiu um vídeo humorístico apresentando o jogo e o programa da Double Fine, que foi filmado durante a semana da Conferência de desenvolvedores de jogos em março de 2014. Para o segundo título, Last Life da Rocket Science Amusements, a Double Fine ajudou a preparar e apresentar uma Campanha Kickstarter para ajudar a financiar o desenvolvimento final do título. O terceiro título anunciado neste programa foi Mountain de David OReilly, um terrário processual que fornece uma experiência ambiental, minimalista e zen, cheia de segredos e mistérios. Em agosto de 2014, a Double Fine anunciou que um quarto jogo seria lançado no programa, o multiplayer beat 'em up Gang Beasts de Boneloaf, lançado no Steam Early Access em. A mais recente adição ao programa Double Fine Presents é GNOG de KO_OP, uma aventura de quebra-cabeça lançada em 2016.
Após a aquisição da Double Fine pela Microsoft em junho de 2019, o destino da gravadora Double Fine Presents não estava claro. Schafer afirmou em setembro de 2019 que o destino da Double Fine Presents não está claro, mas que, embora provavelmente acabem parando de publicar, eles provavelmente ainda se envolverão com a comunidade durante os eventos do Dia dos Desenvolvedores para apoiar outros desenvolvedores independentes. Ooblets mudou para um modelo de autopublicação após a aquisição da Double Fine, enquanto outro, Knights and Bikes, permaneceu sob o rótulo. Gang Beasts também se voltou para a autopublicação em junho de 2020, pois descreveu que a publicação da Double Fine estava "desacelerando".".

## Eventos
Double Fine e iam8bit organizam um festival gratuito anual, Day of the Devs, em San Francisco com comida, bebida e demos jogáveis de jogos independentes inéditos desde 2012.

## Jogos Desenvolvidos
| Ano  | Título                                | Editor(es)                                     | Plataforma(s)                                                                                             |
| ---- | ------------------------------------- | ---------------------------------------------- | --- |
| 2005 | Psychonauts                           | Majesco Entertainment, Double Fine Productions | Microsoft Windows, PlayStation 2, Xbox, Linux, macOS X                                                    |
| 2007 | Epic Saga: Extreme Fighter            | Double Fine Productions                        | Browser                                                                                                   |
| 2008 | My Game About Me: Olympic Challenge   | Double Fine Productions                        | Browser                                                                                                   |
| 2008 | Tasha's Game                          | Double Fine Productions                        | Browser                                                                                                   |
| 2009 | Host Master and the Conquest of Humor | Double Fine Productions                        | Browser                                                                                                   |
| 2009 | Brütal Legend                         | Electronic Arts, Double Fine Productions       | Linux, macOS, Microsoft Windows, PlayStation 3, Xbox 360                                                  |
| 2010 | Costume Quest                         | THQ, Double Fine Productions                   | Android, iOS, Linux, macOS, Microsoft Windows, PlayStation 3, Xbox 360                                    |
| 2011 | Stacking                              | THQ, Double Fine Productions                   | Linux, macOS, Microsoft Windows, PlayStation 3, Xbox 360                                                  |
| 2011 | Iron Brigade                          | Microsoft Studios, Double Fine Productions     | Microsoft Windows, Xbox 360                                                                               |
| 2011 | Psychonauts Vault Viewer!             | Double Fine Productions                        | iOS |
| 2011 | Sesame Street: Once Upon a Monster    | Warner Bros. Interactive Entertainment         | Xbox 360                                                                                                  |
| 2012 | Double Fine Happy Action Theater      | Microsoft Studios                              | Xbox 360                                                                                                  |
| 2012 | Middle Manager of Justice             | Double Fine Productions                        | Android, iOS                                                                                              |
| 2012 | Amnesia Fortnight 2012                | Double Fine Productions                        | Microsoft Windows                                                                                         |
| 2012 | Kinect Party                          | Microsoft Studios                              | Xbox 360                                                                                                  |
| 2013 | The Cave                              | Sega Double Fine Productions Xbox Game Studios | Android, iOS, Linux, macOS, Microsoft Windows, PlayStation 3, Wii U, Xbox 360                             |
| 2013 | Host Master Deux: Quest for Identity  | Double Fine Productions                        | Browser                                                                                                   |
| 2013 | Dropchord                             | Double Fine Productions                        | Android, iOS, macOS, Microsoft Windows                                                                    |
| 2013 | Autonomous                            | Double Fine Productions                        | Microsoft Windows                                                                                         |
| 2013 | The Playroom: My Alien Buddy          | Sony Computer Entertainment                    | PlayStation 4                                                                                             |
| 2014 | Broken Age                            | Double Fine Productions                        | Android, iOS, Linux, macOS, Microsoft Windows, Nintendo Switch, PlayStation 4, PlayStation Vita, Xbox One |
| 2014 | Amnesia Fortnight 2014                | Double Fine Productions                        | Microsoft Windows                                                                                         |
| 2014 | Hack 'n' Slash                        | Double Fine Productions                        | Linux, macOS, Microsoft Windows                                                                           |
| 2014 | Costume Quest 2                       | Midnight City, Majesco Entertainment           | Linux, macOS, Microsoft Windows, PlayStation 3, PlayStation 4, Wii U, Xbox 360, Xbox One                  |
| 2014 | Spacebase DF-9                        | Double Fine Productions                        | Linux, macOS, Microsoft Windows                                                                           |
| 2015 | Grim Fandango Remastered              | Double Fine Productions                        | Android, iOS, Linux, macOS, Microsoft Windows, Nintendo Switch, PlayStation 4, PlayStation Vita, Xbox One |
| 2015 | Massive Chalice                       | Double Fine Productions                        | Linux, macOS, Microsoft Windows, Xbox One                                                                 |
| 2016 | Day of the Tentacle Remastered        | Double Fine Productions                        | iOS, Linux, macOS, Microsoft Windows, PlayStation 4, PlayStation Vita, Xbox One                           |
| 2016 | Headlander                            | Adult Swim Games                               | macOS, Microsoft Windows, PlayStation 4, Xbox One                                                         |
| 2017 | Psychonauts in the Rhombus of Ruin    | Double Fine Productions                        | Microsoft Windows, PlayStation 4                                                                          |
| 2017 | Amnesia Fortnight 2017                | Double Fine Productions                        | Microsoft Windows                                                                                         |
| 2017 | Full Throttle Remastered              | Double Fine Productions                        | iOS, Linux, macOS, Microsoft Windows, PlayStation 4, PlayStation Vita, Xbox One                           |
| 2019 | Rad                                   | Bandai Namco                                   | Microsoft Windows, Nintendo Switch, PlayStation 4, Xbox One                                               |
| 2021 | Psychonauts 2                         | Xbox Game Studios                              | Microsoft Windows, macOS, Linux, PlayStation 4, Xbox One, Xbox Series X/S                                 |
| 2025 | Keeper                                | Xbox Game Studios                              | Microsoft Windows, Xbox Series X/S                                                                        |

## Jogos Publicados
| Ano  | Titulo            |
| ---- | ----------------- |
| 2014 | Escape Goat 2     |
| 2014 | Mountain          |
| 2016 | 140               |
| 2016 | Thoth             |
| 2017 | Everything        |
| 2017 | GNOG              |
| 2017 | Gang Beasts       |
| 2019 | KIDS              |
| 2019 | Knights and Bikes |
| TBA  | Samurai Gunn 2    |

## Prêmios
- Game Developers Conference — Best New Studio (2006)
- Official Xbox Magazine — Developer of the Year (2011)[83]